# La tribù del calcio (programma televisivo)
La tribù del calcio è stato un programma televisivo sportivo italiano di Mediaset.
Il programma, curato e condotto da Paolo Ziliani, trattava storie, inchieste e interviste relative al mondo del calcio. Trasmesso dal 2010 al 2015 sulla pay TV Premium Calcio, dal 15 settembre 2012 al 2015 il programma è andato in onda anche in chiaro su Italia 2. La sigla del programma è Jabajabaeio di Diego Dantè.